# Yuri Molchán
Yuri Sergueyévich Molchán –en ruso, Юрий Сергеевич Молчан– (Tiráspol, 8 de abril de 1983) es un deportista ruso que compitió en esgrima, especialista en la modalidad de florete.
Participó en los Juegos Olímpicos de Atenas 2004, obteniendo una medalla de bronce en la prueba por equipos. Ganó dos medallas en el Campeonato Europeo de Esgrima, oro en 2004 y bronce en 2006.

## Palmarés internacional
| Juegos Olímpicos   | Juegos Olímpicos       | Juegos Olímpicos  | Juegos Olímpicos    |
| Año                | Lugar                  | Medalla           | Prueba              |
| ------------------ | ---------------------- | ----------------- | ------------------- |
| 2004               | Atenas (Grecia)        | Medalla de bronce | Florete por equipos |
| Campeonato Europeo |                        |                   |                     |
| Año                | Lugar                  | Medalla           | Prueba              |
| 2004               | Copenhague (Dinamarca) | Medalla de oro    | Florete por equipos |
| 2006               | Esmirna (Turquía)      | Medalla de bronce | Florete por equipos |